# Patricia McKillop
Patricia Jean McKillop, ook bekend als Pat McKillop, (15 juli 1953 of 1956) is een hockeyster uit Zimbabwe. Ze werd geboren als Patricia Jean Fraser. 
De Zimbabwaanse hockeyploeg kreeg zes weken voor de Olympische Spelen 1980 de gelegenheid deel te nemen aan de spelen, omdat vijf uitgenodigde landen verstek lieten gaan.
Pat McKillop won met haar ploeggenoten de olympische gouden medaille. Ze speelde mee in alle vijf de wedstrijden en maakte zes doelpunten.
De spelen van 1980 zijn tot op heden enige deelname van de Zimbabwaanse vrouwenhockeyploeg aan een wereldkampioenschap of Olympische Spelen geweest.

## Erelijst
- 1980 –  Olympische Spelen in Moskou